# Циплакакія
Циплакакія (груз. წიფლაკაკია) — село в Грузії.
За даними перепису населення 2014 року в селі проживає 9 особа.